# بليد تومسون
بليد تومسون (بالإنجليزية: Blade Thomson)‏ هو لاعب اتحاد الرغبي نيوزيلندي، ولد في 4 ديسمبر 1990 في إقليم أوكلاند في نيوزيلندا.

## وصلات خارجية
- بليد تومسون عل موقع إسبنسكروم (الإنجليزية)
- بليد تومسون على موقع ItsRugby.co.uk (الإنجليزية)